# Thomas Hedge

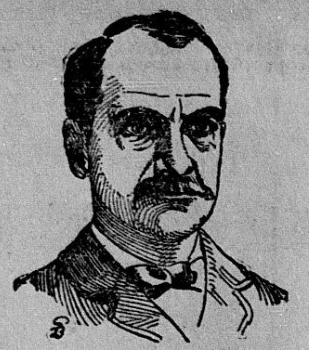
Thomas Hedge, 1911

Thomas Hedge (* 24. Juni 1844 in Burlington, Iowa; † 28. November 1920 ebenda) war ein US-amerikanischer Politiker. Zwischen 1899 und 1907 vertrat er den Bundesstaat Iowa im US-Repräsentantenhaus.

## Werdegang
Thomas Hedge besuchte die öffentlichen Schulen seiner Heimat einschließlich der Denmark Academy. Danach studierte er bis 1861 an der Phillips Academy in Andover (Massachusetts). Während des Bürgerkrieges brachte er es in einer Infanterieeinheit bis zum Leutnant. Nach dem Krieg setzte er seine Ausbildung bis 1867 am Yale College fort. Nach einem anschließenden Jurastudium an der juristischen Fakultät der Columbia University in New York und seiner im Jahr 1869 erfolgten Zulassung als Rechtsanwalt begann er in Burlington in seinem neuen Beruf in einer Gemeinschaftspraxis zu arbeiten.
Hedge war Mitglied der Republikanischen Partei. Bei den Kongresswahlen des Jahres 1898 wurde er im ersten Wahlbezirk von Iowa in das US-Repräsentantenhaus in Washington, D.C. gewählt, wo er am 4. März 1899 die Nachfolge von Samuel M. Clark antrat. Nach drei Wiederwahlen konnte er bis zum 3. März 1907 vier zusammenhängende Legislaturperioden im Kongress absolvieren. Im Jahr 1906 verzichtete er auf eine erneute Kandidatur.
Nach dem Ende seiner Zeit im Repräsentantenhaus arbeitete Thomas Hedge wieder als Anwalt. Er starb im November 1920 in seinem Geburtsort Burlington.